# Ґіжин (Мазовецьке воєводство)
Ґіжин (пол. Giżyn) — село в Польщі, у гміні Стшеґово Млавського повіту Мазовецького воєводства.
Населення — 118 осіб (2011).
У 1975-1998 роках село належало до Цехановського воєводства.

## Демографія
Демографічна структура станом на 31 березня 2011 року:
|          | Загалом | Допрацездатний вік | Працездатний вік | Постпрацездатний вік |
| -------- | ------- | ------------------ | ---------------- | -------------------- |
| Чоловіки | 57      | 13                 | 37               | 7                    |
| Жінки    | 61      | 11                 | 37               | 13                   |
| Разом    | 118     | 24                 | 74               | 20                   |